# Melissa Bowerman
Melissa Bowerman, född 3 april 1942 i Syracuse, New York, död 31 oktober 2011 i Nijmegen i Nederländerna, var en amerikansk lingvist och psykolog.

## Biografi
Bowerman var född i Syracuse, New York den 3 april 1942. Hon började sina studier vid Stanford University med psykologi som huvudämne och tog sin kandidatexamen (B.A.) år 1964. Därefter studerade hon socialpsykologi vid Harvard. Hon blev färdig med magisterexamen år 1966 och disputerade (PhD) 1971..
Hon var gift med Wijbrandt van Schuur. Paret hade tre barn och fyra barnbarn.
Bowerman avled i Nijmegen, Nederländerna den 31 oktober 2011.

## Karriär
Bowerman började sin akademiska karriär vid University of Kansas som doktorand och forskare på Bureau of Child Research. Hon deltog också i universitetets språkvetenskapliga enhet och blev dess biträdande professor (Associate Professor) år 1978. Hennes forskningsintressen inkluderade bl.a. modersmålsinlärning, kognitiv utveckling och förhållandet mellan språk och kognition..
Vid millennieskiftet (1999–2009) var Bowerman professor i lingvistik vid Vrije Universiteit Amsterdam. Från och med 1982 forskade hon i psykolingvistik på Max Planck Institutets enhet för psykolingvistik.

### Utvalda verk
- Bowerman, Melissa 1973: Early syntactic development: a cross-linguistic study with special reference to Finnish, Cambridge University Press, Cambridge.
- Choi, S., Bowerman, M. 1991: Learning to express motion events in English and Korean: The influence of language-specific lexicalization patterns, Cognition, 41 (1-3), s. 83–121
- Majid, A., Bowerman, M., Kita, S., Haun, D.B.M., Levinson, S.C. 2004: Can language restructure cognition? The case for space, Trends in Cognitive Sciences, 8 (3), s. 108–114.
- Bowerman, Melissa, och Stephen C. Levinson (red.) 2001: Language Acquisition and Conceptual Development, Cambridge University Press, Cambridge.